# Filmhistòria
Filmhistòria és un centre d'investigació adherit a la Universitat de Barcelona que es basa en la relació existent entre el cinema i la història. El principal mètode d'investigació del centre és a través dels films. Són l'eina de recerca escaient per aprofundir en l'humanisme i les ciències socials i al final investigar la història del món contemporani a partir de la visualització i anàlisi de films i d'altres mitjans audiovisuals com a testimonis directes.
L'objectiu del centre és totalment educatiu ja que el seu treball és elaborar, a nivell teòric i pràctic, eines per a l'educació i la indústria, tan en format cinema com en formats propis d'altres mitjans audiovisuals.

## Història
El Centre d'Investigacions Film-Història va ser fundat l'any 1983 pel professor Josep Maria Caparrós Lera. Posteriorment, es va unir amb la Fundació Bosch i Gimpera (UB) i van firmar un contracte amb la denominació “Assessorament, Formació i Creació de recursos didàctics a partir del Cinema”. Aquesta unió va fer que finalment es tirés endavant aquest projecte educatiu d'investigació.

## Filmhistòria i filmhistòria online
Un altre dels grans projectes del centre és la publicació d'una revista anomenada Filmhistòria. És una revista que s'ocupa bàsicament de les relacions entre la història i el cinema, seguint les teories de l'escola anglosaxona Cinematic Contextual History. Amb nombroses aportacions estrangeres d'estudiosos notables. Ha editat alguns dossiers d'alt interès. La revista imita el model d'altres revistes estrangeres com Historical Journal of Film, Radio and Television (Gran Bretanya), Film and History (EE.UU.), Les Cahiers de la Cinémathèque (França). De la publicació de la revista podem destacar dues etapes:
La primera etapa va de l'any 1991 fins al 2000. Durant aquesta etapa la Filmhistòria era una revista quadrimestral publicada a Barcelona pel Centre d'Investigacions Cinematogràfiques Film-Història. L'any 1991 es va publicar la primera edició i a partir de llavors va ser dirigida per Josep M. Caparrós. Hi escriviren, entre altres col·laboradors, Rafael de España, Sergio Alegre, Magí Crusells, Llorenç Esteve, Edmon Roch i Xavier Ripoll. Es redectava en castellà i anglès, amb alguna col·laboració en català. A partir del 2001 es va començar a vehicular per via digital.
La segona etapa comença el 2001 quan es comencen a fer publicacions digitals i la revista passa a dir-se Filmhistòria online. Durant aquesta etapa van reduir el nombre de publicacions fins a quedar-se amb dues per any. A partir del 2015 es va incorporar al RCUB per seguir oferint la possibilitat de publicar articles originals, tant d'investigació com de divulgació.